# Bergsartilleri

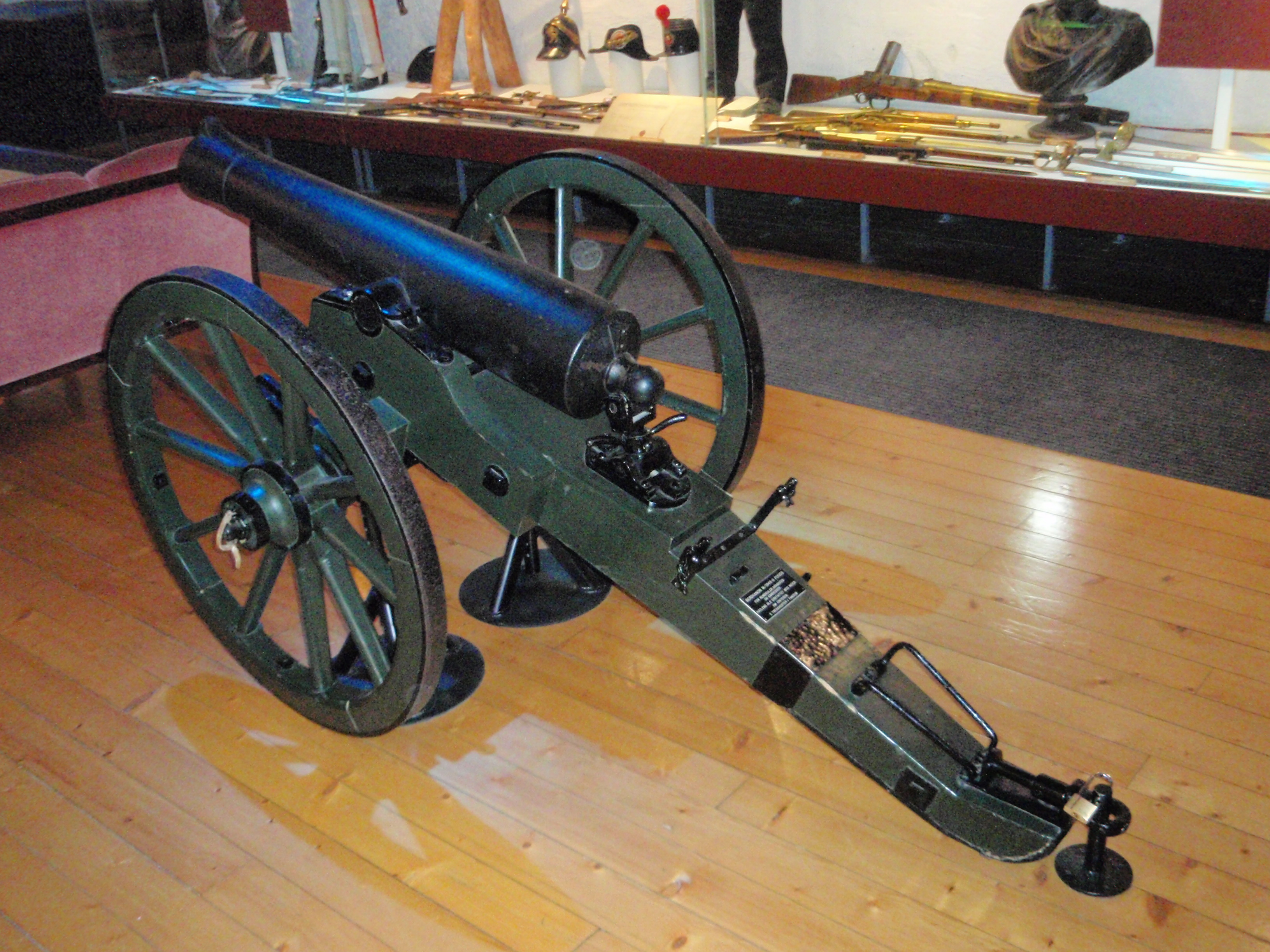
Norsk bergkanon M1848.

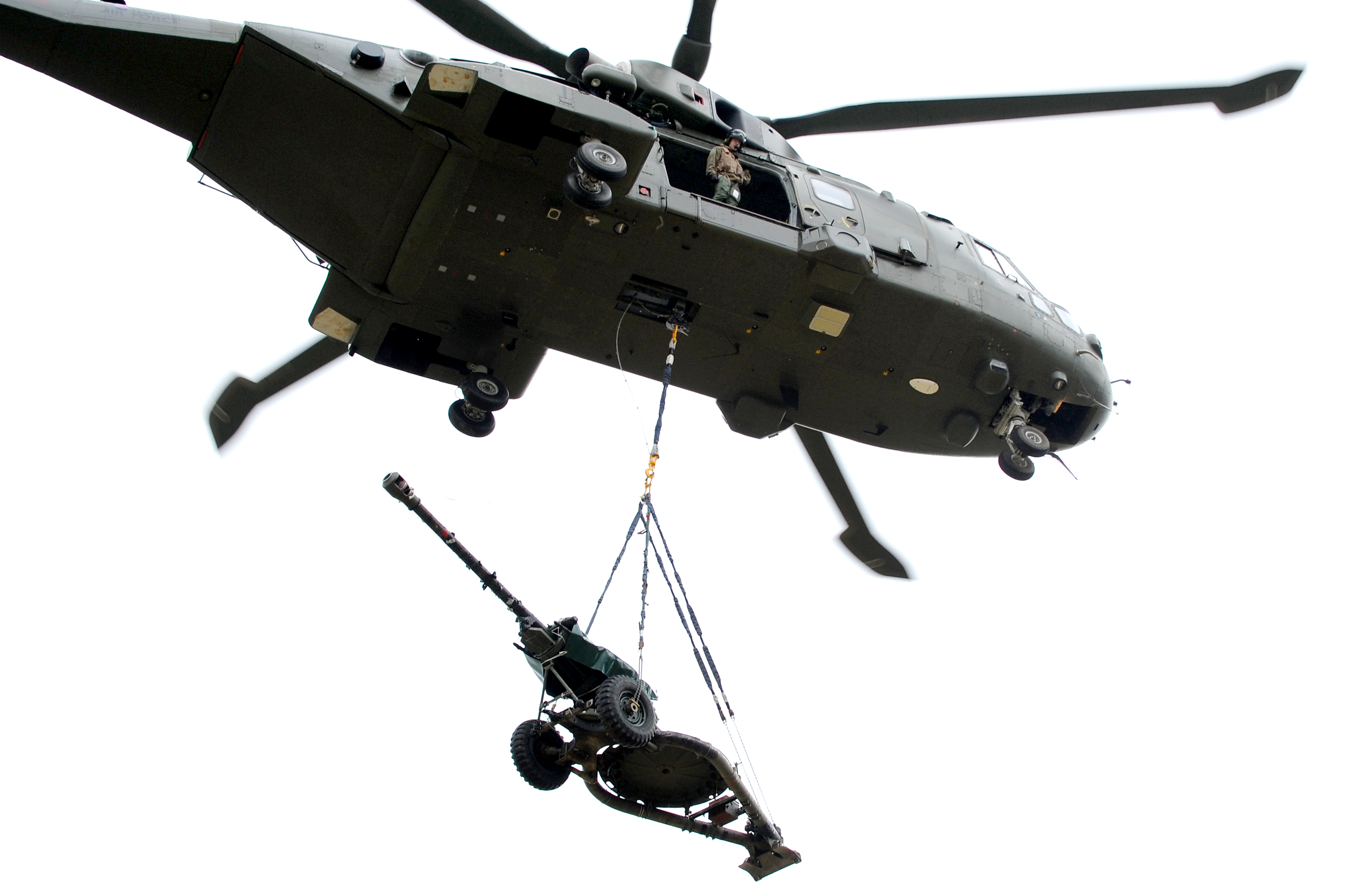
En brittisk AgustaWestland AW101 transporterar en lätt kanon.

Bergsartilleri är artilleri avsett för strider i bergstrakter, med delbara pjäser som lätt kan fraktas med kärror eller på packdjur. I allmänhet hade bergsartilleri kalibrar på mellan 6,5 och 10,5 centimeter. 
Idag föredrar man att använda mindre artilleripjäser transporterade med helikopter för samma uppgift.